# 1944 (sång)
1944 är en låt framförd av sångerskan Jamala och var Ukrainas bidrag till Eurovision Song Contest 2016 i Stockholm. Låten deltog i den andra semifinalen i Globen den 12 maj 2016  och vann finalen 14 maj efter att ha kommit på andra plats i både jury- och telefonomröstningen.

## Komposition och utgivning
Låtens musik är komponerad av Jamala själv och hon har även varit med och skrivit låttexten tillsammans med Art Antonyan.
Den släpptes som singel för digital nedladdning den 12 februari 2016 utgiven av Enjoy Records.

## Kritik
”1944” har anklagats för att ha politiskt laddade texter, och för att vara specifikt riktad mot Ryssland i efterspelet till annekteringen av Krimhalvön år 2014.
Jamala själv säger att hon var inspirerad till att skriva låten efter att hennes gammelfarmor Nazylkhan deporterades tillsammans med andra krimtatarer av Josef Stalin år 1944. Jamalas gammelfarmor deporterades med sina fem barn men bara fyra av dem överlevde. Enligt henne har låten inget politiskt budskap utan är en berättelse om en familjetragedi. Även andra ger medhåll om att låten snarare är en minnessång.
Reglerna för Eurovision Song Contest är att låtar med politiska texter och budskap är förbjudna, men EBU bekräftade att den inte fann några skäl mot att hindra ”1944” från att vara Ukrainas bidrag till tävlingen.

## Vinst
Låten tävlade i den andra semifinalen, 12 maj, där fick den 287 poäng och kom på en andraplats. Därmed kvalificerade den sig till finalen 14 maj där den  vann med 534 poäng. Låten fick näst flest poäng (211) av juryrösterna, efter Australiens bidrag (med 320 poäng), och näst flest poäng av telefonrösterna (323 poäng), efter Rysslands bidrag (361 poäng). Låten fick därför flest poäng totalt.
Detta var Ukrainas andra seger i Eurovision Song Contest. År 2004 vann Ruslana med låten Wild Dances.